# Grifola armeniaca
Grifola armeniaca är en svampart som beskrevs av Corner 1989. Grifola armeniaca ingår i släktet Grifola och familjen Meripilaceae.   Inga underarter finns listade i Catalogue of Life.